# 2-Amino-2-methylpropionsäure
2-Amino-2-methylpropionsäure ist eine nichtproteinogene Aminosäure. Das α-Kohlenstoffatom ist zudem kein Stereozentrum, die Verbindung ist daher nicht chiral.

## Gewinnung
Im Labormaßstab kann 2-Amino-2-methylpropionsäure aus Acetoncyanhydrin und Ammonium bei anschließender Hydrolyse gewonnen werden.

## Eigenschaften
Die Sekundärstruktur von Peptiden dieser achiralen Aminosäure kann dadurch beeinflusst werden, welche chirale Aminosäure als N-Terminus angefügt wird. Mit (S)-Valin oder auch (R)-α-Methylvalin bilden sich überwiegend linkshändige 310-Helices aus, mit (S)-α-Methylvalin dagegen rechtshändige. Ursache hierfür ist, dass die β-Schleife vom Typ II, wie sie im Falle von (S)-Valin begünstigt wird, im Falle von (S)-α-Methylvalin durch die ekliptische Konformation der zusätzlichen Methylgruppe destabilisiert wird, sodass bevorzugt eine β-Schleife vom Typ III entsteht, was zu einer rechtshändigen 310-Helix führt. Das Verhältnis der beiden Konformationen beträgt etwa 3:1.